# The Creepshow
The Creepshow est un groupe canadien de psychobilly, originaire de Burlington, en Ontario. Le groupe est formé en 2005, et s'inspire largement des films d'horreur dans les paroles de ses chansons.

## Historique

### Formation et débuts
Au début, le groupe se compose de musiciens bien connus de la scène locale : Jen « Hellcat » Blackwood au chant et à la guitare, Sean Mc Nab (Sickboy) - alors chanteur/guitariste des groupes locaux Outspan et Jersey - à la contrebasse, Matthew « Pomade » Gee à la batterie et Kristian Rowles AKA The Reverend MC Ginty - alors tromboniste pour le groupe de ska 905 ainsi que pour Outspan aux côtés de son ami Sickboy - à l'orgue, chose plutôt rare dans ce type de formation.
En 2005, The Creepshow enregistre deux titres pour la compilation Zombie Night in Canada Vol. 2 publiée par le label Stumble Records, accompagnés par la crème de la scène rockab’/psycho/garage locale. Ils publient en même temps une démo qui tombe entre les mains d’Adam Sewell du label Stereo Dynamite qui décide aussitôt de les signer. Leur premier album studio, Sell Your Soul, produit par Steve Rizun (Keepin’ 6, The Flatliners, Illscarlett…), sera édité en mai 2006,. Au même moment, le lundi 27 mai 2006, le label signe un accord de distribution avec le géant EMI et les disques de Stereo Dynamite arrivent dans les bacs de tous les bons disquaires, ce qui permet au groupe de tourner un peu partout dans le monde.
En 2007, Jen « Hellcat », alors enceinte de Joel « Hooch » Parkins (chanteur/guitariste des Matadors), demande à sa petite sœur, Sarah « Sin » (en), de la remplacer provisoirement. Finalement, le provisoire dure et Sarah « Sin » devient la chanteuse officielle du groupe. Après une tournée au Canada avec The Unseen et Tiger Army, ainsi qu'un passage en Europe, The Creepshow continue de tourner avec Sarah « Sin » au micro.

### Run for Your Life
En 2008, The Creepshow signe sur le label canadien Stomp Records pour son deuxième effort, Run for Your Life, et avec People Like You Records pour la sortie européenne. L'album est réédité aux États-Unis chez Hellcat Records en octobre 2009. Le 23 août 2008, le groupe rejoint Anti Flag sur sa tournée canadienne. The Creepshow participe au Warped Tour en 2008 à Montréal. Ils y rejouent en 2009. En 2009, le groupe parcourt les États-Unis en première partie de Rancid ainsi que l'Europe. En août 2009, le groupe décroche deux gros concerts en Russie. Entre septembre et octobre 2009, nouvelle tournée américaine.
Le 26 février 2010, le groupe joue en Australie au festival Soundwave. Le 17 juillet 2010, il se produit au Hot Rod Hootenanny, à Niagara Falls, en Ontario. En décembre 2010, The Creepshow parcourt la France, l'Angleterre ainsi que l'Espagne.

### Life after Death

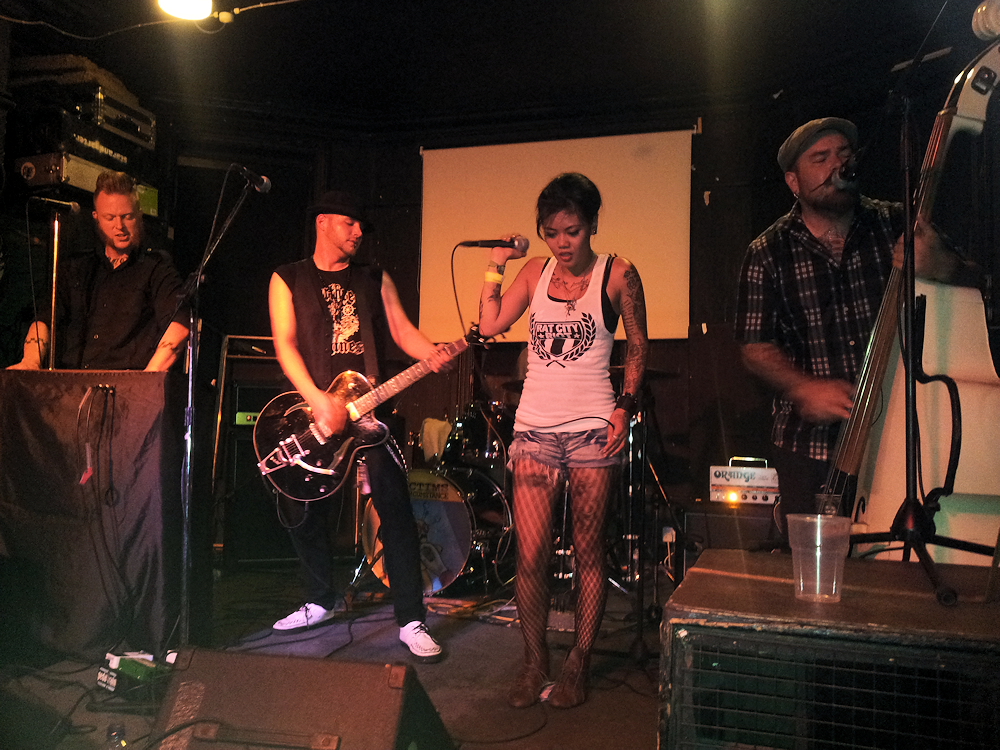
The Creepshow à Manchester en 2012.

Sarah Blackwood quitte le groupe. Pour la remplacer Kenda enregistre l'album Life after Death, publié le 21 octobre 2013, et fait les tournées à l'aide d'un guitariste supplémentaire.
Pour l'année 2015, des concerts sont programmés en République tchèque (Letiště Tábor), en Allemagne (Cologne) et au Royaume-Uni (Blackpool). Au début de 2017, ils effectuent une tournée européenne, mais reportent leur visite à l'Amphi Festival de Cologne le 19 juin.

## Récompenses
En 2009, la formation est nommée « un des groupes que tu dois connaître » par Alternative Press. La station canadienne Edge 102 lui décerne le Fu Award dans la catégorie de meilleur groupe scénique.

## Membres
- Kenda « Twisted » Legaspi - chant, guitare
- Sean « Sickboy » McNab - contrebasse, chœurs
- Kristian « The Reverend » Rowles - claviers, chœurs
- Sandro « Blood » Sanchioni - batterie
- Daniel Flamm - guitare rythmique

## Discographie

### Albums studio
- 2006 : Sell Your Soul (Stereo Dynamite)
- 2008 : Run For Your Life (Stomp Records)
- 2010 : They All Fall Down (Stomp Records)
- 2013 : Life after Death (Stomp Records)
- 2017 : Death At My Door (Stomp Records)

### Vinyles
- 2006 : Run for Your Life (vinyle violet)
- 2008 : Creepy Christmas Classics! (Stereo Dynamite, édition limitée à 1 000 exemplaires, Santa Claus Is Back In Town (reprise d'Elvis Presley), Merry Christmas (I Don't Want To Fight Tonight) (reprises des Ramones))
- 2017 : "Death At My Door" (smoky clear, marble red &  classic black)

### Single
- Sinners & Saints (2013)

### Apparitions
- 2005 : Zombie Night in Canada Vol. 2 (avec la chanson Shake)

### Albums solo
- 2008 : Sarah Blackwood: Way Back Home (Wolverine Records)
- 2009 : Jen Blackwood: Hellcat and the Prowl (Démo en libre téléchargement)
- 2010 : Sarah Blackwood: Wasting Time  (Stomp Records)

## Clips
- Zombies Ate Her Brain (2007)
- The Garden (2007)
- Take My Hand (2008)
- Buried Alive (2010)
- They All Fall Down (2010)
- Hellbound (2010)
- Sleep Tight (2011)
- Sinners and Saints (2013)
- The Devil's Son (2013)
- Sticks & Stones (2017)
- Death At My Door (2017)
- My Soul To Keep (2018)